# Jakub Fichna
Jakub Jerzy Fichna – polski farmaceuta i biochemik, profesor nauk medycznych specjalizujący się w chemii biomolekularnej i gastroenterologii, nauczyciel akademicki Uniwersytetu Medycznego w Łodzi. 

## Życiorys
Studia z farmacji ukończył na łódzkiej Akademii Medycznej w 2001, gdzie następnie został zatrudniony i zdobywał kolejne awanse akademickie. Stopień doktorski uzyskał w 2005 roku na podstawie pracy Synteza analogów morficeptyny i endomorfiny-2 oraz badanie ich właściwości przeciwbólowych i oddziaływania z receptorem μ-opioidowym komórek nowotworowych (promotorem była prof. Anna Janecka). Habilitował się w 2012 na podstawie oceny dorobku naukowego i rozprawy pt. Nowe syntetyczne analogi endogennych ligandów receptora μ-opioidowego i ich działanie w ośrodkowym i obwodowym układzie nerwowym. W 2016 został mu nadany tytuł profesora nauk medycznych. 
Zagraniczne staże naukowe odbywał m.in. w Belgii (Katolicki Uniwersytet w Lowanium), Chinach (Uniwersytet Tongji w Szanghaju), Danii (Uniwersytet Kopenhaski), Francji (Université de Rouen, INSERM w Tuluzie), Niemczech (Uniwersytet Ludwika i Maksymiliana w Monachium), Szwajcarii (Uniwersytet Bazylejski) i Stanach Zjednoczonych (Uniwersytet Kalifornijski w San Francisco). W latach 2008–2010, w ramach stażu podoktorskiego, prowadził badania na kanadyjskim Uniwersytecie w Calgary. W 2023 stypendysta Fulbrighta w Mayo Clinic. 
Na macierzystej uczelni pracuje jako profesor zwyczajny, kierując Zakładem Biochemii Wydziału Lekarskiego. W pracy badawczej zajmuje się fizjologią i patofizjologią układu pokarmowego, projektowaniem i syntezą potencjalnych leków oraz mechanizmami chorób zapalnych i czynnościowych przewodu pokarmowego.
Jest członkiem Polskiego Towarzystwa Gastroenterologii i Łódzkiego Towarzystwa Naukowego. Był wiceprzewodniczącym Rady Młodych Naukowców III kadencji (2012 i–2013). W kadencji 2014–2016 pełni funkcję przewodniczącego Akademii Młodych Uczonych Polskiej Akademii Nauk. Swoje prace publikował w British Journal of Pharmacology, Inflammatory Bowel Diseases, Pharmacological Reviews. Jest członkiem komitetów redakcyjnych Naunyn-Schmiedeberg's Archives of Pharmacology, Frontiers in Pharmacology i World Journal of Gastroenterology.
W 2015 jako pierwszy Polak otrzymał Rising Star Award, przyznawaną przez Komitet Narodowy i Naukowy United European Gastroenterology (UEG). Wcześniej, w ramach National Societies Committee UEG, mianowano go na stanowisko National Societies Committee Young Committee Member oraz na przewodniczącego UEG Young Talent Group. Także w 2015 otrzymał nagrodę naukową prezesa PAN.